# Диселенид триникеля
Диселенид триникеля — бинарное неорганическое соединение 
металла никеля и селена
с формулой Ni3Se2,
кристаллы,
не растворяется в воде.

## Получение
- Реакция никеля и паров селена:

{\displaystyle {\mathsf {3Ni+2Se\ {\xrightarrow {T}}\ Ni_{3}Se_{2}}}}

## Физические свойства
Диселенид триникеля образует кристаллы 
тригональной сингонии,
пространственная группа P 32,
параметры ячейки a = 0,603 нм, c = 0,726 нм, Z = 3
(a = 0,424 нм, α = 90,64°, Z = 1).
При нагревании при температурах 590 и 750°С происходят фазовые переходы.
Не растворяется в воде.